# Karl Sterrer (Bildhauer)
Karl Sterrer der Ältere (* 25. Mai 1844 in Wels; † 17. Oktober 1918 in Wien) war ein österreichischer Bildhauer des Historismus.

## Leben
Karl Sterrer gehörte einer Künstlerfamilie an: der Vater Josef Sterrer (1807–1888) war Tischler und Leiter einer Kunstschule, der Onkel Franz Sterrer (1818–1901) war Maler, der Bruder Josef Sterrer (1839–1864) Lithograph und Buchdrucker, und der Sohn Karl Sterrer der Jüngere (1885–1972) Maler und Grafiker.
Karl Sterrer lernte zunächst von 1858 bis 1868 bei Ferdinand Scheck in Linz, ehe er nach Wien ging und sich dort 1868–1870 bei Johann Schindler und 1870–1876 bei dem Bildhauer Franz Melnitzky weiterbildete. Nebenbei war er Gasthörer an der Akademie der bildenden Künste Wien. 1886 wurde er Mitglied des Wiener Künstlerhauses; er war ebenfalls Mitglied des Albrecht-Dürer-Vereins. Sterrer unterhielt in späteren Jahren ein gemeinsames Atelier mit Johann Schindler. Nach seinem Tode wurde er auf dem Baumgartner Friedhof bestattet.

## Werk

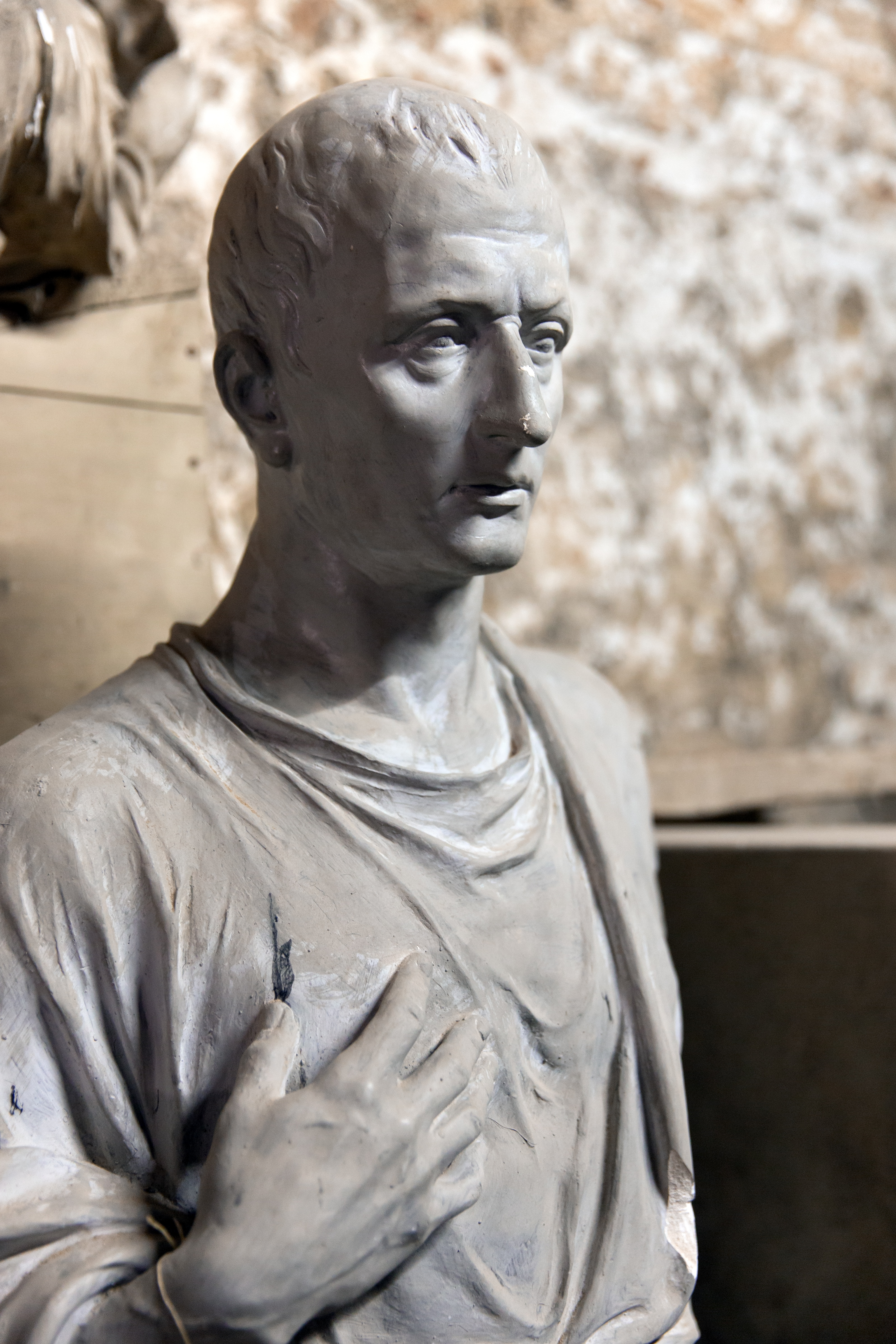
Von Karl Sterrer gefertigtes Gipsmodell für eine Statue des Cicero

Karl Sterrer war ein typischer Vertreter der historistischen Kunst. Zur Zeit des Ausbaus der Wiener Ringstraßenzone schuf er an diversen Monumentalbauten Figurenschmuck, wobei seine bedeutendsten Arbeiten für das Parlament und die Neue Burg entstanden. 1888 erregte er mit seiner allegorischen Figurengruppe Die Liebe zum Volke ein gewisses Aufsehen, die er nach dem Bilde der Kronprinzessin Stephanie und deren Tochter schuf, und die von Kronprinz Rudolf angekauft wurde. Nachdem staatliche Aufträge mit dem Ende des Ausbaus der Ringstraßenzone ausblieben, musste sich Sterrer in seinen letzten Jahren mit Restaurierungsarbeiten verdingen.
- Künstlerporträts, Kunsthistorisches Museum, Saal XIII, Wien 1
- Reliefs der Jahreszeiten, Neue Burg, Heldenplatz, Wien 1
- Tacitus, Parlamentsgebäude, Rampe, Wien 1 (1898)
- Triptolemos und Gaius Licinius Stolo, Parlamentsgebäude, Wien 1
- Einigkeit, Giebelplastik in der Säulenhalle, Parlament, Wien 1
- Cicero, Sitzungssaal des Abgeordnetenhauses, Parlament (1907)